# Polytela florigera
Polytela florigera là một loài bướm đêm trong họ Noctuidae.